# Firestone Grand Prix van Monterey 2022
De Firestone Grand Prix van Monterey 2022 was de zeventiende en laatste ronde van de IndyCar Series 2022. De race werd op 11 september 2022 verreden in Monterey, Californië op Laguna Seca. De race bestond uit 95 ronden en werd gewonnen door Álex Palou. Will Power won het kampioenschap van 2022 met Team Penske op een derde plek. Josef Newgarden eindigde als tweede in de race, en verloor het kampioenschap tegen Power met 16 punten verschil.

## Inschrijvingen
W = eerdere winnaar
R = rookie
| No.   | Coureur               | Team                                    | Motor     |
| ----- | --------------------- | --------------------------------------- | --------- |
| 2     | Josef Newgarden       | Team Penske                             | Chevrolet |
| 3     | Scott McLaughlin      | Team Penske                             | Chevrolet |
| 4     | Dalton Kellett        | A. J. Foyt Enterprises                  | Chevrolet |
| 5     | Patricio O'Ward       | Arrow McLaren SP                        | Chevrolet |
| 06    | Hélio Castroneves W   | Meyer Shank Racing                      | Honda     |
| 7     | Felix Rosenqvist      | Arrow McLaren SP                        | Chevrolet |
| 8     | Marcus Ericsson       | Chip Ganassi Racing                     | Honda     |
| 9     | Scott Dixon           | Chip Ganassi Racing                     | Honda     |
| 10    | Álex Palou            | Chip Ganassi Racing                     | Honda     |
| 12    | Will Power            | Team Penske                             | Chevrolet |
| 14    | Kyle Kirkwood R       | A. J. Foyt Enterprises                  | Chevrolet |
| 15    | Graham Rahal          | Rahal Letterman Lanigan Racing          | Honda     |
| 16    | Simona De Silvestro   | Paretta Autosport                       | Chevrolet |
| 18    | David Malukas R       | Dale Coyne Racing with HMD Motorsports  | Honda     |
| 20    | Conor Daly            | Ed Carpenter Racing                     | Chevrolet |
| 21    | Rinus VeeKay          | Ed Carpenter Racing                     | Chevrolet |
| 26    | Colton Herta W        | Andretti Autosport                      | Honda     |
| 27    | Alexander Rossi       | Andretti Autosport                      | Honda     |
| 28    | Romain Grosjean       | Andretti Autosport                      | Honda     |
| 29    | Devlin DeFrancesco R  | Andretti Steinbrenner Autosport         | Honda     |
| 30    | Christian Lundgaard R | Rahal Letterman Lanigan Racing          | Honda     |
| 45    | Jack Harvey           | Rahal Letterman Lanigan Racing          | Honda     |
| 48    | Jimmie Johnson        | Chip Ganassi Racing                     | Honda     |
| 51    | Takuma Sato           | Dale Coyne Racing with Rick Ware Racing | Honda     |
| 60    | Simon Pagenaud        | Meyer Shank Racing                      | Honda     |
| 77    | Callum Ilott R        | Juncos Hollinger Racing                 | Chevrolet |
| Bron: |                       |                                         |           |

## Classificatie

### Trainingen

#### Training 1
| Pos.  | No. | Coureur         | Team               | Motor     | Tijd       |
| ----- | --- | --------------- | ------------------ | --------- | ---------- |
| 1     | 2   | Josef Newgarden | Team Penske        | Chevrolet | 01:11.4103 |
| 2     | 26  | Colton Herta W  | Andretti Autosport | Honda     | 01:11.8266 |
| 3     | 28  | Romain Grosjean | Andretti Autosport | Honda     | 01:11.8697 |
| Bron: |     |                 |                    |           |            |

#### Training 2
| Pos.  | No. | Coureur         | Team                | Motor     | Tijd       |
| ----- | --- | --------------- | ------------------- | --------- | ---------- |
| 1     | 10  | Álex Palou      | Chip Ganassi Racing | Honda     | 01:11.3847 |
| 2     | 27  | Alexander Rossi | Andretti Autosport  | Honda     | 01:11.6920 |
| 3     | 12  | Will Power      | Team Penske         | Chevrolet | 01:11.7183 |
| Bron: |     |                 |                     |           |            |

### Kwalificatie
| Pos.  | No. | Coureur               | Team                                    | Motor     | Tijd       | Tijd       | Tijd       | Tijd       | Grid |
| Pos.  | No. | Coureur               | Team                                    | Motor     | Ronde 1    | Ronde 1    | Ronde 2    | Ronde 3    | Grid |
| Pos.  | No. | Coureur               | Team                                    | Motor     | Groep 1    | Groep 2    | Ronde 2    | Ronde 3    | Grid |
| ----- | --- | --------------------- | --------------------------------------- | --------- | ---------- | ---------- | ---------- | ---------- | ---- |
| 1     | 12  | Will Power            | Team Penske                             | Chevrolet | N/A        | 01:11.3496 | 01:11.4871 | 01:11.6127 | 1    |
| 2     | 77  | Callum Ilott R        | Juncos Hollinger Racing                 | Chevrolet | N/A        | 01:11.9333 | 01:11.6215 | 01:11.6320 | 2    |
| 3     | 27  | Alexander Rossi       | Andretti Autosport                      | Honda     | 01:11.8960 | N/A        | 01:11.4238 | 01:11.7698 | 3    |
| 4     | 28  | Romain Grosjean       | Andretti Autosport                      | Honda     | N/A        | 01:11.5631 | 01:11.4793 | 01:11.7858 | 4    |
| 5     | 10  | Álex Palou            | Chip Ganassi Racing                     | Honda     | N/A        | 01:12.0990 | 01:11.5857 | 01:12.1625 | 11*1 |
| 6     | 5   | Patricio O'Ward       | Arrow McLaren SP                        | Chevrolet | 01:11.9993 | N/A        | 01:11.5472 | 01:12.4542 | 5    |
| 7     | 18  | David Malukas R       | Dale Coyne Racing with HMD Motorsports  | Honda     | 01:11.7507 | N/A        | 01:11.6295 | N/A        | 6    |
| 8     | 3   | Scott McLaughlin      | Team Penske                             | Chevrolet | 01:11.8474 | N/A        | 01:11.6916 | N/A        | 7    |
| 9     | 7   | Felix Rosenqvist      | Arrow McLaren SP                        | Chevrolet | N/A        | 01:11.3471 | 01:11.7285 | N/A        | 8    |
| 10    | 8   | Marcus Ericsson       | Chip Ganassi Racing                     | Honda     | 01:12.0856 | N/A        | 01:12.1359 | N/A        | 9    |
| 11    | 60  | Simon Pagenaud        | Meyer Shank Racing                      | Honda     | 01:11.8874 | N/A        | 01:12.2808 | N/A        | 10   |
| 12    | 06  | Hélio Castroneves W   | Meyer Shank Racing                      | Honda     | N/A        | 01:11.6618 | 01:12.8856 | N/A        | 12   |
| 13    | 9   | Scott Dixon           | Chip Ganassi Racing                     | Honda     | 01:12.1722 | N/A        | N/A        | N/A        | 13   |
| 14    | 21  | Rinus VeeKay          | Ed Carpenter Racing                     | Chevrolet | N/A        | 01:12.1442 | N/A        | N/A        | 14   |
| 15    | 20  | Conor Daly            | Ed Carpenter Racing                     | Chevrolet | 01:12.2661 | N/A        | N/A        | N/A        | 15   |
| 16    | 30  | Christian Lundgaard R | Rahal Letterman Lanigan Racing          | Honda     | N/A        | 01:12.2093 | N/A        | N/A        | 16   |
| 17    | 14  | Kyle Kirkwood R       | A. J. Foyt Enterprises                  | Chevrolet | 01:12.4299 | N/A        | N/A        | N/A        | 17   |
| 18    | 26  | Colton Herta W        | Andretti Autosport with Curb-Agajanian  | Honda     | N/A        | 01:12.2720 | N/A        | N/A        | 18   |
| 19    | 15  | Graham Rahal          | Rahal Letterman Lanigan Racing          | Honda     | 01:12.5970 | N/A        | N/A        | N/A        | 19   |
| 20    | 29  | Devlin DeFrancesco R  | Andretti Steinbrenner Autosport         | Honda     | N/A        | 01:12.2996 | N/A        | N/A        | 20   |
| 21    | 45  | Jack Harvey           | Rahal Letterman Lanigan Racing          | Honda     | 01:12.8366 | N/A        | N/A        | N/A        | 21   |
| 22    | 51  | Takuma Sato           | Dale Coyne Racing with Rick Ware Racing | Honda     | N/A        | 01:12.4489 | N/A        | N/A        | 22   |
| 23    | 48  | Jimmie Johnson        | Chip Ganassi Racing                     | Honda     | 01:13.4172 | N/A        | N/A        | N/A        | 23   |
| 24    | 4   | Dalton Kellett        | A. J. Foyt Enterprises                  | Chevrolet | N/A        | 01:12.8001 | N/A        | N/A        | 24   |
| 25    | 2   | Josef Newgarden       | Team Penske                             | Chevrolet | Geen tijd  | N/A        | N/A        | N/A        | 25   |
| 26    | 16  | Simona De Silvestro   | Paretta Autosport                       | Chevrolet | N/A        | 01:13.5181 | N/A        | N/A        | 26   |
| Bron: |     |                       |                                         |           |            |            |            |            |      |

- Vetgedrukte tekst geeft de snelste tijd in de sessie aan.

*1 - Álex Palou kreeg een gridstraf van zes plaatsen vanwege een niet goedgekeurde motorwissel.

### Warmup
| Pos.  | No. | Coureur          | Team                | Motor     | Tijd       |
| ----- | --- | ---------------- | ------------------- | --------- | ---------- |
| 1     | 10  | Álex Palou       | Chip Ganassi Racing | Honda     | 01:12.9318 |
| 2     | 3   | Scott McLaughlin | Team Penske         | Chevrolet | 01:13.4435 |
| 3     | 27  | Alexander Rossi  | Andretti Autosport  | Honda     | 01:13.5703 |
| Bron: |     |                  |                     |           |            |

### Race
De race begon om 15.30 ET op 11 september 2022.
| Pos.                                                                      | No. | Coureur               | Team                                    | Motor     | Rondes | Tijd          | Pit stops | Grid | Geleide ronden | Pts. |
| ------------------------------------------------------------------------- | --- | --------------------- | --------------------------------------- | --------- | ------ | ------------- | --------- | ---- | -------------- | ---- |
| 1                                                                         | 10  | Álex Palou            | Chip Ganassi Racing                     | Honda     | 95     | 02:03:31.0628 | 3         | 11   | 67             | 53   |
| 2                                                                         | 2   | Josef Newgarden       | Team Penske                             | Chevrolet | 95     | +30.3812      | 4         | 25   | 5              | 41   |
| 3                                                                         | 12  | Will Power            | Team Penske                             | Chevrolet | 95     | +33.8528      | 3         | 1    | 17             | 37   |
| 4                                                                         | 7   | Felix Rosenqvist      | Arrow McLaren SP                        | Chevrolet | 95     | +35.5322      | 3         | 8    | 5              | 33   |
| 5                                                                         | 30  | Christian Lundgaard R | Rahal Letterman Lanigan Racing          | Honda     | 95     | +50.8901      | 3         | 16   |                | 30   |
| 6                                                                         | 3   | Scott McLaughlin      | Team Penske                             | Chevrolet | 95     | +56.1091      | 4         | 7    |                | 28   |
| 7                                                                         | 28  | Romain Grosjean       | Andretti Autosport                      | Honda     | 95     | +57.9853      | 3         | 4    |                | 26   |
| 8                                                                         | 5   | Patricio O'Ward       | Arrow McLaren SP                        | Chevrolet | 95     | +59.9521      | 4         | 5    |                | 24   |
| 9                                                                         | 8   | Marcus Ericsson       | Chip Ganassi Racing                     | Honda     | 95     | +1:02.6247    | 4         | 9    |                | 22   |
| 10                                                                        | 27  | Alexander Rossi       | Andretti Autosport                      | Honda     | 95     | +1:05.3231    | 4         | 3    |                | 20   |
| 11                                                                        | 26  | Colton Herta W        | Andretti Autosport with Curb-Agajanian  | Honda     | 95     | +1:07.6483    | 4         | 18   |                | 19   |
| 12                                                                        | 9   | Scott Dixon           | Chip Ganassi Racing                     | Honda     | 95     | +1:07.9752    | 4         | 13   |                | 18   |
| 13                                                                        | 18  | David Malukas R       | Dale Coyne Racing with HMD Motorsports  | Honda     | 94     | +1 ronde      | 4         | 6    |                | 17   |
| 14                                                                        | 21  | Rinus VeeKay          | Ed Carpenter Racing                     | Chevrolet | 94     | +1 ronde      | 4         | 14   |                | 16   |
| 15                                                                        | 29  | Devlin DeFrancesco R  | Andretti Steinbrenner Autosport         | Honda     | 94     | +1 ronde      | 3         | 20   |                | 15   |
| 16                                                                        | 48  | Jimmie Johnson        | Chip Ganassi Racing                     | Honda     | 94     | +1 ronde      | 5         | 23   |                | 14   |
| 17                                                                        | 60  | Simon Pagenaud        | Meyer Shank Racing                      | Honda     | 94     | +1 ronde      | 4         | 10   |                | 13   |
| 18                                                                        | 15  | Graham Rahal          | Rahal Letterman Lanigan Racing          | Honda     | 94     | +1 ronde      | 4         | 19   |                | 12   |
| 19                                                                        | 06  | Hélio Castroneves W   | Meyer Shank Racing                      | Honda     | 94     | +1 ronde      | 4         | 12   |                | 11   |
| 20                                                                        | 45  | Jack Harvey           | Rahal Letterman Lanigan Racing          | Honda     | 94     | +1 ronde      | 5         | 21   |                | 10   |
| 21                                                                        | 14  | Kyle Kirkwood R       | A. J. Foyt Enterprises                  | Chevrolet | 94     | +1 ronde      | 4         | 17   |                | 9    |
| 22                                                                        | 16  | Simona De Silvestro   | Paretta Autosport                       | Chevrolet | 94     | +1 ronde      | 4         | 26   |                | 8    |
| 23                                                                        | 51  | Takuma Sato           | Dale Coyne Racing with Rick Ware Racing | Honda     | 94     | +1 ronde      | 3         | 22   |                | 7    |
| 24                                                                        | 20  | Conor Daly            | Ed Carpenter Racing                     | Chevrolet | 93     | +2 rondes     | 6         | 15   |                | 6    |
| 25                                                                        | 4   | Dalton Kellett        | A. J. Foyt Enterprises                  | Chevrolet | 93     | +2 rondes     | 3         | 24   |                | 5    |
| 26                                                                        | 77  | Callum Ilott R        | Juncos Hollinger Racing                 | Chevrolet | 37     | Motor         | 1         | 2    | 1              | 6    |
| Snelste ronde: Patricio O'Ward (Arrow McLaren SP) – 01:13.8486 (ronde 88) |     |                       |                                         |           |        |               |           |      |                |      |
| Bron:                                                                     |     |                       |                                         |           |        |               |           |      |                |      |

## Tussenstanden kampioenschap
| Pos. | Coureur          | Punten |
| ---- | ---------------- | ------ |
| 1.   | Will Power       | 560    |
| 2.   | Josef Newgarden  | 544    |
| 3.   | Scott Dixon      | 521    |
| 4.   | Scott McLaughlin | 510    |
| 5.   | Álex Palou       | 510    |

| Pos. | Team      | Punten |
| 1.   | Chevrolet | 1510   |
| 2.   | Honda     | 1299   |